# Cantó de Montfort-le-Gesnois
El cantó de Montfort-le-Gesnois és un cantó francès del departament de Sarthe, situat al districte de Mamers. Té 15 municipis i el cap es Montfort-le-Gesnois.

## Municipis
- Ardenay-sur-Mérize
- Champagné
- Connerré
- Fatines
- Le Breil-sur-Mérize
- Lombron
- Montfort-le-Gesnois
- Nuillé-le-Jalais
- Saint-Célerin
- Saint-Corneille
- Saint-Mars-la-Brière
- Sillé-le-Philippe
- Soulitré
- Surfonds
- Torcé-en-Vallée

## Història
| Data d'elecció                           | Identitat            | Partit                      | Qualitat |
| ---------------------------------------- | -------------------- | --------------------------- | -------- |
| 1945-1960                                | Alexandre Maugé      | SFIO, després Divers gauche |          |
| 1960-1961                                | Paul Gouyet          | Divers gauche               |          |
| 1961-1985                                | Michel Beaufils      | Divers gauche               |          |
| 1985-2011                                | Marcel-Pierre Cléach | Divers droite, després UMP  |          |
| 2011-                                    | Christophe Chaudun   | PS                          |          |
| les dades anteriors no són pas conegudes |                      |                             |          |
|                                          |                      |                             |          |

## Demografia
| A partir de 1990: Població sense dobles comptes |